# Кірстен Флагстад
Кі́рстен Фла́гстад (норв. Kirsten Malfrid Flagstad; 12 липня 1895, Гамар, Норвегія — 7 грудня 1962, Осло) — оперна співачка, драматичне сопрано. Визнана одною з найвеличніших виконавиць партій у музичних драмах Вагнера. Її голос мав силу й блиск, будучи водночас ліричним і гнучким. Критики називали її «голосом століття».

## Біографія

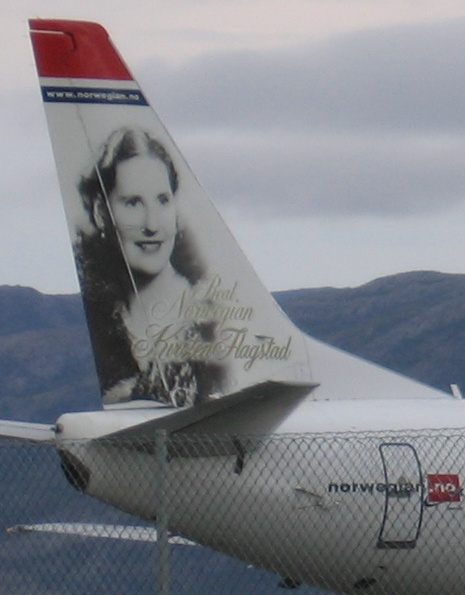
Зображення Кірстен Флагстад на хвості літака

Кірстен Флагстад народилась у музичній сім'ї (її батько був диригентом, мати — піаністкою). Навчалася в Осло та Стокгольмі. На оперній сцені дебютувала 1913 року в невеликій партії Нурі в опері Ежена д'Альбера «Долина» (Національний театр Осло). Упродовж наступних 18 років її кар'єра була пов'язана тільки зі Скандинавією. Вона виконувала різні партії в операх Вебера, Верді, Бізе, Гуно та інших композиторів, а також в оперетах.
Слава прийшла до Флагстад у 1932 році, коли вона вперше виконала партію Ізольди в опері «Трістан та Ізольда» Вагнера. Відтак вагнерівські партії посіли в її репертуарі основне місце. Уже наступного року її запросили на Байройтський фестиваль. 1935 року вона з величезним успіхом дебютувала в Метрополітен-опера в Нью-Йорку в партії Зіглінди в «Валькірії». Відтоді вона часто виступала у США та Лондоні. Окрім вагнерівських ролей (Ізольда, Брунгільда, Зіглінда, Єлизавета, Ельза та ін.), вона нерідко виконувала партію Леонори в «Фіделіо» Бетховена. Співачка співпрацювала з багатьма видатними диригентами, такими як Вільгельм Фуртвенглер, Фріц Райнер, сер Томас Бічем та ін; її партнером був великий тенор Лауріц Мельхіор.
Воєнний час Флагстад провела в Норвегії. Її чоловік був тоді звинувачений у зв'язках із нацистами й помер у в'язниці в 1946 році. Звинувачення висувались і на адресу самої співачки; хоча вона була непричетна, проте в перші післявоєнні роки її кар'єра була утруднена. Невдовзі вона знову з успіхом виступила в Нью-Йорку й Лондоні. Одним із її останніх великих досягнень є партія Дідони в опері «Дідона та Еней» Перселла. 22 травня 1950 року в Лондоні вона співала на прем'єрі «Чотирьох останніх пісень» Ріхарда Штрауса. 1952 року Кірстен Флагстад брала участь у записі «Трістана та Ізольди» з Людвігом Зютхаусом під керівництвом Фуртвенглера — цей запис досі вважається вершиною вагнерівського виконавства.
Кірстен Флагстад покинула сцену 1955 року (у 1957 році відбувся її останній концерт, де вона виконувала пісні Гріга); у 1958—1960 роках вона була художнім керівником Норвезької Опери. 1958 року брала участь у запису опери «Золото Рейну» під керівництвом Георга Шолті — в партії Фрікі (інші опери циклу «Кільце Нібелунга» записав диригент після смерті співачки від мієломної хвороби, яку далі в партії Фрікі замінила Кріста Людвіг).
1985 року в рідному місті співачки Хамарі було відкрито Музей Кірстен Флагстад. Її зображення помістили на норвезьку банкноту номіналом 100 крон.